# Grevskapet Tyrolen
Furstliga grevskapet Tyrolen var ett grevskap 1140–1919 och ett av de österrikisk-ungerska kronländerna.

## Geografi
Det gränsade med det därmed administrativt förenade Vorarlberg, i norr till Bayern, i öster till Salzburg och Kärnten, i söder till italienska provinserna Belluno, Vicenza, Verona och Brescia samt i väster till italienska provinserna Brescia och Sondrio samt till Schweiz och Liechtenstein. Det hade en yta på 29 285 km², varav Vorarlberg 2 602 km².
Det var till 5/6 ett bergland, som omfattade några tämligen öppna dalar, men inga slätter. Alperna genomströk från Schweiz landet i östlig och nordöstlig riktning och delades i Centralalperna, eller de egentliga Tyrolalperna, samt norra och södra kalkalperna. Centralalperna, som bildade vattenskillnaden mellan Donau och Adige och den naturliga gränsen mellan norra och södra Tyrolen, omfattade de nordliga förgreningarna av Rätiska alperna med stora glaciärer och snöfält och flera höga toppar, såsom Weisskugel (3 746 meter) och Wildspitze (3 774 meter), i Oetzthalalperna, samt Zuckerhütl (3 511 meter), i Stubaialperna. De viktigaste passen där var Brenner (1 370 meter), där järnvägen Innsbruck-Verona går, och Reschenscheideck (1,494 m.), mellan Inns och Adiges dalar. På vänstra sidan om Inn låg Algaualperna, västligaste delen av de norra kalkalperna, med Hohes licht (2 687 meter), Mädele gabel (2 643 meter) med flera toppar över 2,500 m. Söder om Centralalperna och skilda från dem genom övre Adigedalen (Vintschgau), i väster, och Pusterdalen, i öster, låg de södra kalkalperna, som genom Adigedalen delades i två avdelningar: Ortleralperna i v., med det av oerhörda snö- och ismassor täckta Ortler (3 902 meter), samt de sydtyrolska Dolomitalperna eller Tridentinalperna i öster, vilkas högsta punkt är det 3 344 meter höga Marmolada.
Över huvud var få länder så rika på vackra dalar som Tyrolen. Huvuddalarna var Inndalen, Pusterdalen och Adigedalen, och bland bidalarna må nämnas Lechdalen längst i norr, Cembra-, Fleims- (it. Fieme-) och Fassadalarna, kring Avisio, Pitz-, Oetz- och Stubaidalarna, kring högerbifloder till Inn, Wippdalen, med Brennerbanan, kring Inns biflod Sill, Zillerdalen i nordöst, och Passeierdalen mitt i landet, kring en biflod till Adige.
Tyrolens vattendrag tillhörde tre olika områden. Till Svarta havets hörde de i Donau utflytande Lech, Isar, Inn och Drava med Isel, till Nordsjöns Rhen med sin biflod Ill, till Adriatiska havets Sarca (till Gardasjön), Adige, som upptog Passer, Eisack och Avisio från vänster och Noce från höger, samt Brenta.
Frånsett Bodensjön och Gardasjön, vilka delvis tillhöra Tyrolen, äger landet en mängd små bergssjöar (Achensjön, Brennersjön, Caldonazzosjön m. fl.). De berömdaste av mineralkällorna (mer än 80) var de vid Meran, Riva del Garda, Arco, Levico Terme och Roncegno Terme.

## Näringsliv
Av hela ytan var 80,6 procent produktiv mark. Jorden är väl tillvaratagen, men föga bördig, till största delen stenbunden, och t. o. m. i dalarna mera lämplig till beten än till åkerjord. Jordbruket var därför ganska inskränkt; det idkades framgångsrikast i nedre Inndalen och Sydtyrolen. Sädesavkastningen fyllde inte behovet, men lin, hampa och tobak odlades i stor skala.
En huvudprodukt i Sydtyrolen är vin; även fruktträdens avkastning beredde jordbrukarna betydlig inkomst. Till Sverige exporteras mycket äpplen, särskilt Kalterböhmer och Edelböhmer och andra "Tyroleräpplen" från Bozen och Meran. Södra Tyrolens klimat tillät odling av sydfrukter, olivträd och mullbärsträd.
Genom den stora rikedomen på förträffliga alpbeten var boskapsskötseln en av de förnämsta förvärvskällorna; i södra Tyrolen var biodling och silkesodling betydande binäringar.
Bergsbruket, fordom betydande, hade gått tillbaka vid sekelskiftet. Dock bröts ej obetydlig mängd koppar-, järn-, bly-, zinkmalm och svavelkis, vilka även förarbetades inom landet. Mer betydande var saltproduktionen, som 1906 utgjorde 171 061 deciton.
Industrin var jämförelsevis obetydlig, kraftigast inom närings- och njutningsmedels-, textil- och trävarufabrikationen. Tyrolens läge mellan Tyskland och Italien samt dess järnvägar och väl underhållna vägar främjde i hög grad handeln och göra det till ett viktigt transitoland.
Bland exportartiklarna märktes nötkreatur, ost, vin, frukt, mattor, silke och siden, järnvaror, marmorarbeten och trävaror.

## Befolkning
Tyrolen hade 1 092 021 invånare 1910, varav 145 408 i Vorarlberg. Av dessa var i Vorarlberg 95,4 procent tysktalande, resten mest tjecker.
I egentliga Tyrolen utgjorde de tysktalande samma år 57,8 procent, tjeckerna och slovakerna 0,46 procent och de italiensktalande 40,75 procent (häri inberäknade omkring 12,000 ladiner i dalarna Greden, Abtei och Enneberg).
Av befolkningen var 1910 övervägande delen (99 procent i Tyrolen, 98 i Vorarlberg) romerska katoliker. Protestanterna utgjorde omkring 8 000 och judarna 1 750.
I kyrkligt hänseende lydde Tyrolen under ärkebiskopen av Salzburg och hans två suffraganbiskopar, i Trient och Brixen. I Innsbruck finns universitet.

## Förvaltning
Den viktigaste staden var Innsbruck, landets gamla huvudstad. Kronlandet hade en särskild lantdag och i österrikiska riksrådets deputeradekammare 25 representanter. För administrationen var Tyrolen (utan Vorarlberg) indelat i 4 stads- och 23 landkretsar.
Rättskipningen handhades av överdomstolen i Innsbruck, l lands-, 3 krets- och 66 distriktsdomstolar.

## Källa
Den här artikeln är helt eller delvis baserad på material från Nordisk familjebok, Tyrolen, 1904–1926.